# Daniel Cajanus

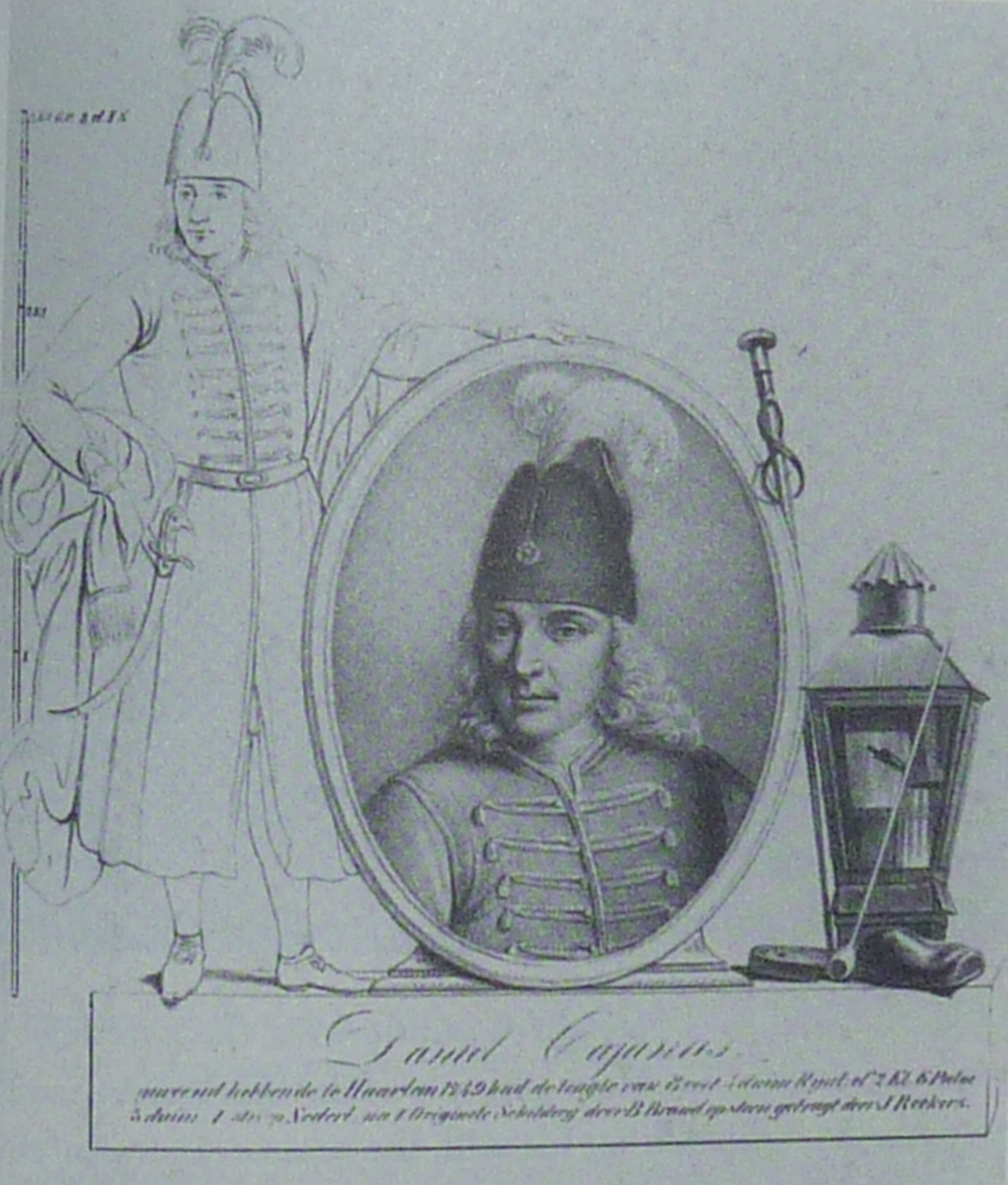
Daniel Cajanus

Daniel Cajanus, född 1703 i Paldamo, död 27 februari 1749 i Haarlem i Holland.
Daniel Cajanus, som var prästson, lämnade Finland 1723. Han blev förmögen genom att från 1733 förevisa sig själv, "den levande kolossen", "den kristne Goljat", på turnéer i Mellaneuropa. Enligt vissa uppgifter var han fyra alnar och 4 tum i strumplästen, det vill säga 247 cm lång. Han hörde även en tid till Fredrik Wilhelms av Preussen "långa garde", men sägs ha blivit tvungen att lämna Preussen sedan han i en kraftmätning av misstag hade dödat sin preussiske motståndare. Cajanus slog sig ner i Haarlem. 
Han var en av Haarlems märkvärdigheter och hela stadens symbol. Hans begravning förvandlades till en minnesvärd händelse, som både hög och låg deltog i. Han begravdes i dess domkyrka.